# Surya Bahadur Thapa
Surya Bahadur Thapa (21 de março de 1928 - 15 de abril de 2015) foi um político nepalês, foi Primeiro Ministro de seu país. Exerceu o cargo nos períodos de 1963-1964, 1965-1969, 1979-1983, 1997-1998 e 2003-2004.